# She Will
She Will és una pel·lícula de terror psicològic dramàtica britànica del 2021 coescrita i dirigida per Charlotte Colbert al seu debut en la funció. La pel·lícula va ser produïda per Jessica Malik i Bob Last, amb Dario Argento i Edward R . Pressman entre els productors executius. Fou protagonitzada per Alice Krige, Kota Eberhardt, Rupert Everett i Malcolm McDowell, amb John McCrea, Amy Manson, Jonathan Aris i Daniel Lapaine.
La pel·lícula es va estrenar el 5 d'agost de 2021 al 74è Festival Internacional de Cinema de Locarno, on va guanyar el Pardo d'oro a la millor primera pel·lícula. Es va estrenar als cinemes del Regne Unit el 22 de juliol de 2022 per Vertigo Releasing. S'ha subtitulat al català.

## Argument
Veronica Ghent, una antiga estrella de cinema, va a un retir espiritual a Escòcia amb la seva infermera Desi Hatoum després d'una doble mastectomia. El lloc on s'allotja és el lloc on les dones van ser cremades com a bruixes segles abans. Les seves cendres omplen la terra i li donen el poder de venjar-se dins dels seus somnis.
La pel·lícula es basa en les experiències de les dones de la indústria cinematogràfica a l'època del MeToo, on Veronica va ser abusada quan era petita per un director poderós (quan la repta) pel seu jo adult es refereix a ella com la seva "noia especial", encenent-la amb gas i minimitzant les seves experiències.

## Repartiment
- Alice Krige com a Veronica Ghent
  - Layla Burns com a jove Veronica
- Kota Eberhardt com a Desi Hatoum
- Malcolm McDowell com a Hathbourne
- John McCrea com a Ansel
- Rupert Everett com a Tirador
- Amy Manson com a Lois
- Jonathan Aris com a Podrick Lochran
- Jack Greenlees com a Owen
- Daniel Lapaine com a Keith
- Olwen Fouéré com a Jean
- Joanna Bacon com a Audrey
- Kenneth Collard com a Derek
- Stephen Kyem com a Connor
- Fiz Marcus com Joy
- Catriona McNicoll com a Janet
- Renee Williams com a Ileen
- Apple Yang com a Azumi

## Rodatge
She Will es va rodar a Aviemore i Glasgow, Escòcia.

## Llançament
She Will va guanyar un Pardo d'oro a la millor primera pel·lícula al Festival Internacional de Cinema de Locarno, mentre que la productora Jessica Malik va ser nominada al millor productor als Premis British Independent Film de 2021 després de l'estrena britànica de la pel·lícula a la selecció oficial al BFI London Film Festival.
La pel·lícula es va estrenar en sales i a demanda als Estats Units el 15 de juliol de 2022 per IFC Midnight, seguida del seu estrena a Shudder el 14 d'octubre. Es va estrenar als cinemes dels Estats Units Kingdom el 22 de juliol de 2022 per Vertigo Releasing.

## Recepció
Al lloc web de l'agregador de ressenyes Rotten Tomatoes, la pel·lícula té una puntuació d'aprovació del 85% basada en 67 crítiques, amb una valoració mitjana de 6,8/10. El consens dels crítics del lloc web diu: "Més inquietant que veritablement espantosa, She Will llança un encanteri reflexiu i hipnòtic que es fa encara més fort pel seu enfocament moderat i algunes actuacions fortes." Metacritic, que utilitza una mitjana ponderada, va assignar a la pel·lícula una puntuació de 73 sobre 100, basada en 18 crítics, indicant "crítiques generalment favorables".
Jessica Kiang de Variety va descriure la pel·lícula com "un magnífic i astut debut en un drama de terror que ofereix una venjança feminista d'un altre món", i va afegir que "administra una potent dosi de venjança #MeToo, tot mentre fa servir el seu desagradable sentit de l'humor com un somriure de pintallavis vermell aplicat a una cara perfectament semblant a una màscara". Fionnuala Halligan de Screen Daily va escriure que "Colbert no és res si no és desafiant i decidit. Altres han estat aquí abans que ella, però ha trobat una nova manera d'entrar."
Meagan Navarro de Bloody Disgusting va escriure: "Entre la partitura inquietant i l'estil sense esforç de Colbert, She Will fuig d'una narració convencional i, en canvi, llança un encanteri atmosfèric a través d'imatges tàctils i oníriques." El director Alfonso Cuarón ha dit que la pel·lícula "s'assenta en la tradició de les grans pel·lícules de terror psicològic [que] deixa qüestionada molt després que s'hagi acabat."